# Сервалова генета
Серваловата генета още централноафриканска генета (Genetta servalina) е вид бозайник от семейство Виверови (Viverridae).

## Разпространение
Видът е разпространен в Габон, Демократична република Конго, Екваториална Гвинея, Камерун, Кения, Руанда, Танзания, Уганда, Централноафриканска република и Южен Судан.